# صوبه‌دار
صوبه‌دار (اردو:صوبه دار) یا ناظم در زمان حکومت گورکانیان به معنی فرماندار صوبه بوده‌است. این واژه ریشهٔ فارسی دارد.
در زمان حکومت استعماری راج بریتانیا نیز عنوان صوبه‌دار به درجه‌داران بومی اشاره داشت.